# Culicoides stigmalis
Culicoides stigmalis är en tvåvingeart som beskrevs av Wirth 1952. Culicoides stigmalis ingår i släktet Culicoides och familjen svidknott. Inga underarter finns listade i Catalogue of Life.